# دانشنامه، یا فرهنگ جامع هنر و علوم

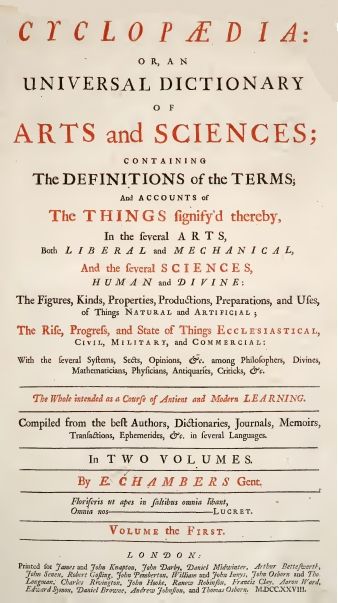
دانشنامهٔ افرایم چمبرز (۱۷۲۸)

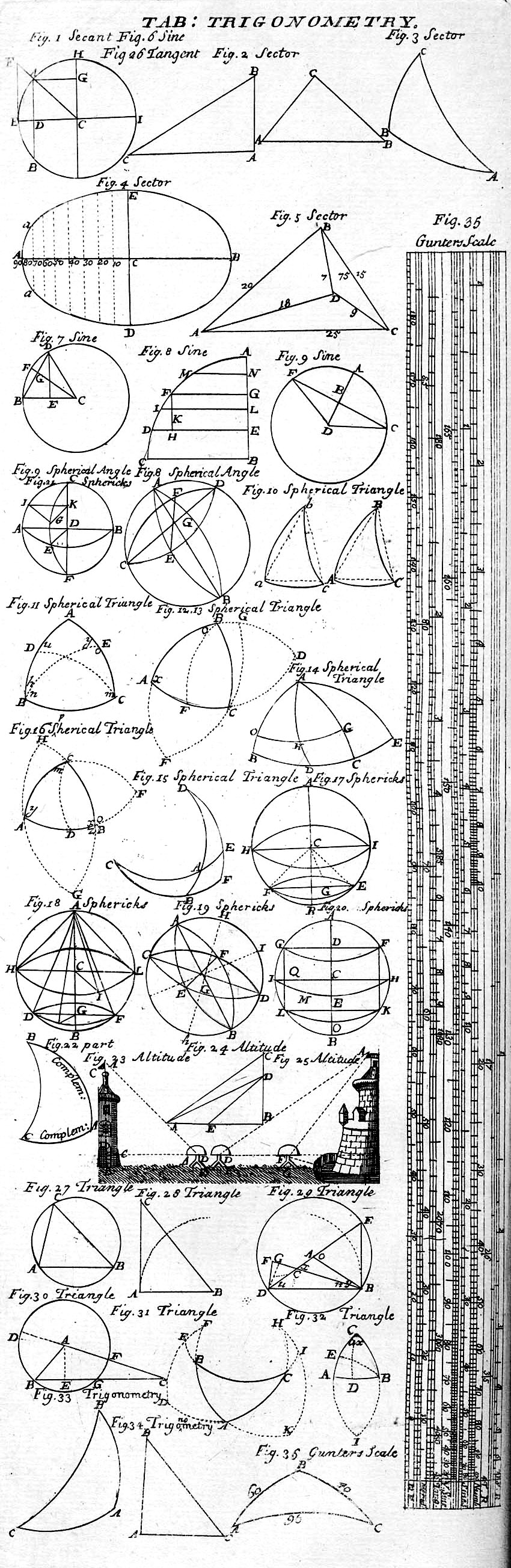
جدول مثلثات، دانشنامه ۱۷۲۸

دانشنامه، یا فرهنگ جامع هنر و علوم (دو جلد در قطع کتاب)، دانشنامه‌ای است که در ۱۷۲۸ توسط افرایم چمبرز در لندن به چاپ رسید، و در قرن هجدهم بارها به چاپ مجدد رسید. این دانشنامه، نخستین دانشنامهٔ عمومی بود که در انگلستان منتشر شد. در چاپ ۱۷۲۸ خلاصه‌ای از اهداف مؤلف به شرح زیر ارائه شده‌است:
دانشنامه، یا فرهنگ جامع هنر و علوم: دربرگیرندهٔ تعاریف اصطلاحات، و گزارش‌هایی از مفاهیمی در زمینه‌های متنوع هنر، اعم از آزاد و ساختاریافته، و نیز زمینه‌های مختلف علمی، اعم از علوم انسانی و الهیات در قالب اشکال، انواع، ویژگی‌ها، محصولات، آثار، و کارکردها، تا علوم طبیعی و انسان‌ساز؛ ظهور، پیشرفت، و افکار سیستم‌های متنوع مذهبی، تمدن‌ها، امور نظامی، و اقتصادی؛ مکاتب مختلف و نظرات فیلسوفان، روحانیان، ریاضی‌دانان، فیزیک‌دانان، سنت‌ها و انتقادهای پیرامون آن‌ها؛ و هر دانشی از عهد باستان تا امروز است.

## ویژگی‌های ممتاز
ویرایش نخست این دانشنامه، حاوی ارجاع‌های بسیار به گفتارها مرتبط بود که به صورت حروف الفبا و دقیق ساختار یافته بودند. همچنین بخشی به پادشاه، جرج دوم اختصاص یافته و یک مقدمهٔ فلسفی در آغاز جلد اول آورده شده بود. در این مقدمه، تحلیلی از چهل و هفت شاخه از دانش بشری ارائه شده بود که گفتارهای مربوط به هر حوزه، به صورت فهرست آورده شده و به صورت یک راهنما، گفتارهایی را نشان می‌داد که باید در ارتباط با آن حوزه خوانده شود.

## تاریخچهٔ چاپ
ویرایش دوم این دانشنامه در ۱۷۳۸ در قالب دو جلد و ۲٬۴۶۶ صفحه به چاپ رسید. در این ویرایش، بازنگری‌های متعددی صورت گرفته و بر تعداد گفتارها و حجم برخی گفتارهای پیشین افزوده شده بود. چمبرز از انجام تغییرات بیشتر خودداری نمود، زیرا فروشندگان کتاب بوسیلهٔ لایحه‌ای قانونی در مجلس تحت فشار قرار گرفته بودند که ماده‌ای از آن بیان می‌داشت در تمامی ویرایش‌های بهبود یافته کتاب‌ها، باید مطالب بهبود داده شده به صورت جداگانه منتشر شود. این لایحه پس از تصویب در مجلس عوام، بطور غیرمنتظره‌ای بوسیلهٔ مجلس اعیان بریتانیا رد شد؛ اما فروشندگان کتاب از احیای مجدد آن ترس داشتند.

## پیشینیان و دانشنامه
در میان دانشنامه‌های پیش از اثر چمبرز، می‌توان به فرهنگ فنون اثر جان هریس در سال ۱۷۰۴ (ویرایش‌های بعدی آن در ۱۷۰۸ تا ۱۷۴۴) اشاره کرد. اثر هریس بیشتر یک دانشنامهٔ فنی بود و به عصر آیزاک نیوتن و ادموند هالی، در کنار سایرین می‌پرداخت.
دانشنامهٔ چمبرز الهام گرفته از آنسیکلوپدی اثر دنی دیدرو و ژان لو رون دالامبر بود. با این حال، خود الهام‌بخش دیگران شد و در ۱۷۴۴ بوسیلهٔ جان میلس و همکاری گوتفرید سلیوس به فرانسوی ترجمه شد.